# Фоктон (Јужна Дакота)
Фоктон (енгл. Faulkton) град је у америчкој савезној држави Јужна Дакота.

## Демографија
По попису из 2010. године број становника је 736, што је 49 (-6,2%) становника мање него 2000. године.
| Група             | 2000.       | 2010.       |
| Белци             | 781 (99,5%) | 704 (95,7%) |
| Афроамериканци    | 0 (0,0%)    | 3 (0,4%)    |
| Азијати           | 0 (0,0%)    | 1 (0,1%)    |
| Хиспаноамериканци | 1 (0,1%)    | 13 (1,8%)   |
| Укупно            | 785         | 736         |